# Jasurbek Jaysunov
Jasurbek Jaysunov (19 de abril de 2002) es un deportista uzbeko que compite en taekwondo.
En los Juegos Asiáticos de 2022 consiguió una medalla de bronce en la prueba de equipo mixto. Ganó tres medallas en el Campeonato Asiático de Taekwondo entre 2021 y 2024.

## Palmarés internacional
| Juegos Asiáticos    | Juegos Asiáticos          | Juegos Asiáticos  | Juegos Asiáticos |
| Año                 | Lugar                     | Medalla           | Categoría        |
| ------------------- | ------------------------- | ----------------- | ---------------- |
| 2022                | Hangzhou (China)          | Medalla de bronce | Equipo mixto     |
| Campeonato Asiático |                           |                   |                  |
| Año                 | Lugar                     | Medalla           | Categoría        |
| 2021                | Beirut (Líbano)           | Medalla de bronce | –68 kg           |
| 2022                | Chuncheon (Corea del Sur) | Medalla de oro    | –74 kg           |
| 2024                | Đà Nẵng (Vietnam)         | Medalla de oro    | –80 kg           |